# Carlo Carcano
Carlo Carcano (Varese, 26 febbraio 1891 – Sanremo, 23 giugno 1965) è stato un allenatore di calcio e calciatore italiano, di ruolo mediano.
Fautore, assieme a Vittorio Pozzo, dello schema tattico del Metodo, è anche ricordato come uno dei principali teorici della «scuola alessandrina». Ha inoltre guidato la Juventus nel celebre periodo del Quinquennio d'oro – stabilendo l'allora record di 4 titoli consecutivi nel campionato italiano per un allenatore, superato da Massimiliano Allegri ottantacinque anni dopo, nonché quello per titoli vinti complessivamente, durato mezzo secolo – e affiancato il commissario tecnico Pozzo al timone dell'Italia in occasione del vittorioso campionato del mondo 1934. Per questi meriti sportivi, nel 2014 è stato inserito nella Hall of Fame del calcio italiano.

## Biografia
Originario di Masnago, crebbe a Milano e si appassionò fortemente al gioco del calcio sin da giovane. Fu tra i fondatori di una squadra, la Nazionale Lombardia, e nel 1913 si trasferì ad Alessandria, dove inizialmente, raccontò, «grazie a qualche amico sportivo sbarcai il lunario e tirai avanti alla meno peggio», per poi diventare capitano della squadra e permettersi un alloggio nella stessa pensione in cui soggiornavano i colleghi Savojardo e Ticozzelli. Visse ad Alessandria tutta la sua carriera di calciatore, giocando anche diverse gare con la nazionale italiana a cavallo della prima guerra mondiale.
Divenne poi allenatore, conquistando quattro scudetti consecutivi con la Juventus nei primi anni 30, per poi venire improvvisamente allontanato dal club bianconero nel dicembre 1934 onde soffocare sul nascere uno scandalo omosessuale nel quale era stato coinvolto da elementi della società a lui ostili. Rimase ai margini del mondo del calcio per un decennio.
Nel secondo dopoguerra entrò a far parte dello staff di alcune squadre come allenatore e direttore tecnico. Nel 1950 rimase ferito in un incidente d'auto a Merana, assieme a un allievo: riportò la rottura dello sterno. Morì nel 1965, a 74 anni, all'ospedale di Sanremo, per le conseguenze di un grave malore che lo aveva colpito un mese prima, durante un bagno in mare.

## Caratteristiche tecniche

### Giocatore
Secondo le parole di Carlo F. Chiesa, dopo gli esordi da portiere Carcano, «fisicamente prestante, tecnicamente dotato, trovò la naturale collocazione al centro della mediana, abile a sradicare palloni come a rilanciare l'azione, grazie alla sua intelligenza tattica»; era un rigorista preciso e infallibile, nel 1913 La Gazzetta dello Sport lo definiva «buon palleggiatore e buon distributore, vera spina dorsale della squadra [l'Alessandria]». Nel 1914 Il Football lo descriveva a sua volta «abilissimo nei passaggi, trascinatore irresistibile, intuisce i punti deboli degli avversari e ne sfrutta i momenti di incertezza e di abbandono, lanciando con i suoi "allez, allez" la muta all'attacco». Emilio Colombo rilevava una scarsa attitudine del centrosostegno al dribbling e qualche difficoltà nella marcatura.

### Allenatore
Come allenatore raccolse già nei primi anni di carriera il plauso di Vittorio Pozzo, che scrisse nel 1928: «che fiducia si possa riporre pienamente in elementi nostrani per la disciplina, l'insegnamento e l'organizzazione del gioco è dimostrato da un esempio per tutti: Carcano dell'Alessandria». Oggi viene ricordato non come «un grande stratega o un eccellente maestro di tecnica, [...] come quasi tutti i suoi colleghi dell'epoca fu un bravo allenatore-psicologo» che, alla Juventus, «si limitò a non guastare una squadra che funzionava da sé». Chiesa lo ha descritto come «fine psicologo e allenatore tatticamente pragmatico».
Precursore del Metodo, raccolse appieno la lezione di George Arthur Smith, allievo di William Garbutt e fondatore della «scuola alessandrina», presentando un gioco fortemente improntato sui ruoli del centromediano (Gandini all'Alessandria, Monti alla Juventus) e di un attaccante arretrato (Ferrari), registi in grado d'ispirare veloci manovre offensive; allo stesso tempo, ricercava solidità in copertura attraverso «blocchi difensivi». Attingeva al vivaio (oltre a Ferrari lanciò Elvio Banchero, Luigi Bertolini, Felice Borel), studiava assiduamente la disposizione tattica degli avversari da affrontare e dava grande importanza all'allenamento – esemplare il suo lavoro, assieme al preparatore atletico Guido Angeli, per riportare in forma Monti –, attuando anche un rigido regime di sorveglianza dei giocatori.

## Carriera

### Giocatore

#### Club

##### Gli esordi con la Nazionale Lombardia
Si appassionò presto al gioco del calcio: inizialmente portiere, si spostò a centrocampo dopo la fondazione della Nazionale Lombardia, squadra milanese della quale divenne anche capitano. Nel 1913 la compagine, vincitrice del girone lombardo di Promozione e dunque promossa in Prima Categoria, fu invitata ad Alessandria dalla locale squadra per disputare gare amichevoli sul proprio campo in occasione delle feste pasquali. La Nazionale Lombardia vinse i match, Carcano risultò il migliore in campo e impressionò il dirigente dell'Alessandria Augusto Rangone, che si affrettò a ingaggiarlo.

##### 1913-1923: la militanza nell'Alessandria
I primi mesi dell'esperienza alessandrina di Carcano furono densi di avvenimenti; nel mese di giugno fu squalificato per tre mesi per aver accettato il trasferimento in cambio di un impiego lavorativo, principio contrario alla regola del severo dilettantismo prevista dalla Federazione. Giocò la prima gara coi grigi il 29 di quel mese, ad Acqui Terme contro i locali, segnando una rete.
Debuttò in campionato il 1º novembre 1913, nella gara vinta 7-0 contro la Liguria. Affidato alle cure dell'allenatore George Arthur Smith, che ne fece il centrosostegno titolare e ne affinò la tecnica, Carcano guadagnò in breve tempo il consenso della critica (dopo la partita Genoa-Alessandria ricevette le lodi di William Garbutt) e dei tifosi; successe ad Amilcare Savojardo nel ruolo di capitano della squadra e iniziò a ricevere, di nascosto, un salario. Alla fine della stagione, malgrado la contrarietà della dirigenza alessandrina, partì assieme al compagno di squadra Grillo per il Brasile, dove disputò una tournée con la maglia della Pro Vercelli, prima trasferta oltreoceano di un club italiano. Allettato dalle offerte dell'allenatore dei bianchi Giuseppe Milano, suo estimatore, fu vicino al trasferimento, che non andò a buon fine.
Carcano rimase dunque ad Alessandria e, nel corso della stagione 1914-1915, fu convocato per la prima volta in nazionale. L'ingresso del Regno d'Italia nella prima guerra mondiale e il conseguente stop dei campionati e dei lavori delle Nazionali gli impedirono però di mettersi appieno in luce come calciatore; durante la guerra militò brevemente, come molti suoi compagni, nell'Alessandrina, squadra amatoriale sorta in quel periodo in città come conseguenza della momentanea interruzione delle attività dell'Alessandria.
Disputò la sua ultima partita con l'Alessandria il 28 ottobre 1923, contro la Virtus Bologna: nell'occasione subì un infortunio che lo indusse ad abbandonare il calcio giocato. Risulta che abbia disputato 63 gare ufficiali, segnando 10 reti tra il 1913 e il 1921, e altre 45 tra il 1921 e il 1923, con 8 reti, per un totale di 108 presenze e 18 segnature. Dichiarò di aver ottenuto ad Alessandria «le più belle soddisfazioni della mia vita sportiva». In realtà risultò disputare anche alcune partite con l'Internaples nella stagione 1925-1926 in qualità di giocatore-allenatore, collezionando complessivamente otto presenze e zero reti.

#### Nazionale
Fu il primo calciatore dell'Alessandria a essere convocato in nazionale. Fece il suo debutto in maglia azzurra a Torino il 31 gennaio 1915, schierato da Nino Resegotti nella vittoriosa amichevole contro la Svizzera (3-1). Chiuso da Milano I e da Fossati, collezionò altre quattro presenze nel primo dopoguerra, dopo la ripresa dell'attività internazionale; segnò un gol in Italia-Francia 9-4 del 18 gennaio 1920.

### Allenatore

#### Gli esordi alla Valenzana e all'Internaples
Nel 1924 iniziò la carriera di allenatore sulla panchina della Valenzana, che concluse il campionato di Seconda Divisione al secondo posto, mancando di un punto l'ammissione agli spareggi per la promozione in massima serie. Al termine del torneo passò un breve ma felice periodo all'Internaples, che arrivò a disputare le finali per la Lega Sud; con lui vi era Giovanni Ferrari, giovane attaccante da lui notato mentre palleggiava per le strade di Alessandria, e che rivolle con sé l'anno dopo, quando fu la squadra nella quale aveva militato da calciatore a chiamarlo in panchina.

#### Le esperienze all'Alessandria e in nazionale

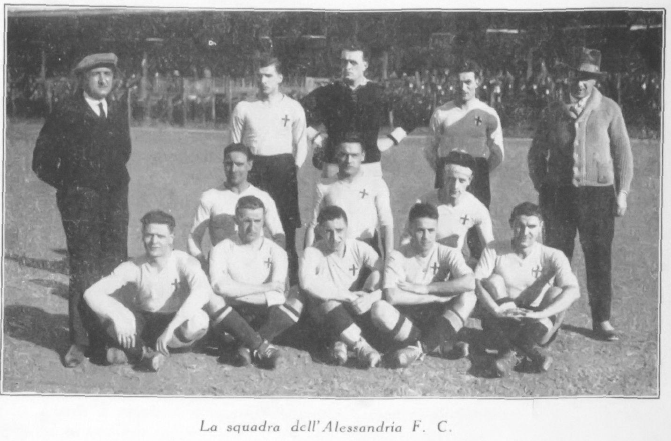
Carcano (in piedi, sulla destra) e l'Alessandria dell'annata 1927-1928.

Si dimostrò altamente capace; sotto la sua guida l'Alessandria, reduce da un campionato negativo, divenne una delle potenze calcistiche di primo piano dell'epoca. Vinse immediatamente la Coppa CONI e sfiorò la vittoria dello scudetto nel 1927-1928 con calciatori quasi tutti provenienti dal vivaio, tra cui il già citato Ferrari, l'attaccante Banchero, e Luigi Bertolini, che per una sua intuizione fu spostato da centravanti a mediano sinistro, ruolo nel quale si laureò poi campione del Mondo.
Tra l'ottobre 1928 e l'aprile 1929 fu affidato a Carcano il ruolo di allenatore della nazionale, prima dell'avvento di Vittorio Pozzo; l'esperienza terminò dopo solamente sei gare, ma gli è riconosciuta l'introduzione dei primi schemi arretrati, con «l'esordio del gioco di copertura e dei blocchi difensivi» mantenuti negli anni a venire dal suo successore.

#### La Juventus: ilQuinquennio d'oro
Lasciò l'Alessandria nel 1930, quando fu ingaggiato dall'ambiziosa Juventus: sulla panchina dei torinesi vinse immediatamente i primi quattro dei cinque scudetti consecutivi che contrassegnarono il Quinquennio d'oro bianconero, una striscia che ne farà l'allenatore più vittorioso del calcio italiano per i seguenti cinquant'anni. Alla Juventus introdusse, oltre a una ferrea disciplina, l'innovativo Metodo; seppe sfruttare la classe degli oriundi e contribuì portando con sé vari elementi da lui eruditi all'Alessandria, lanciando tra gli altri il giovane cannoniere Felice Borel, divenendo una sorta di deus ex machina. Pozzo lo scelse come vicecommissario tecnico in occasione dei vittoriosi Mondiali del 1934.

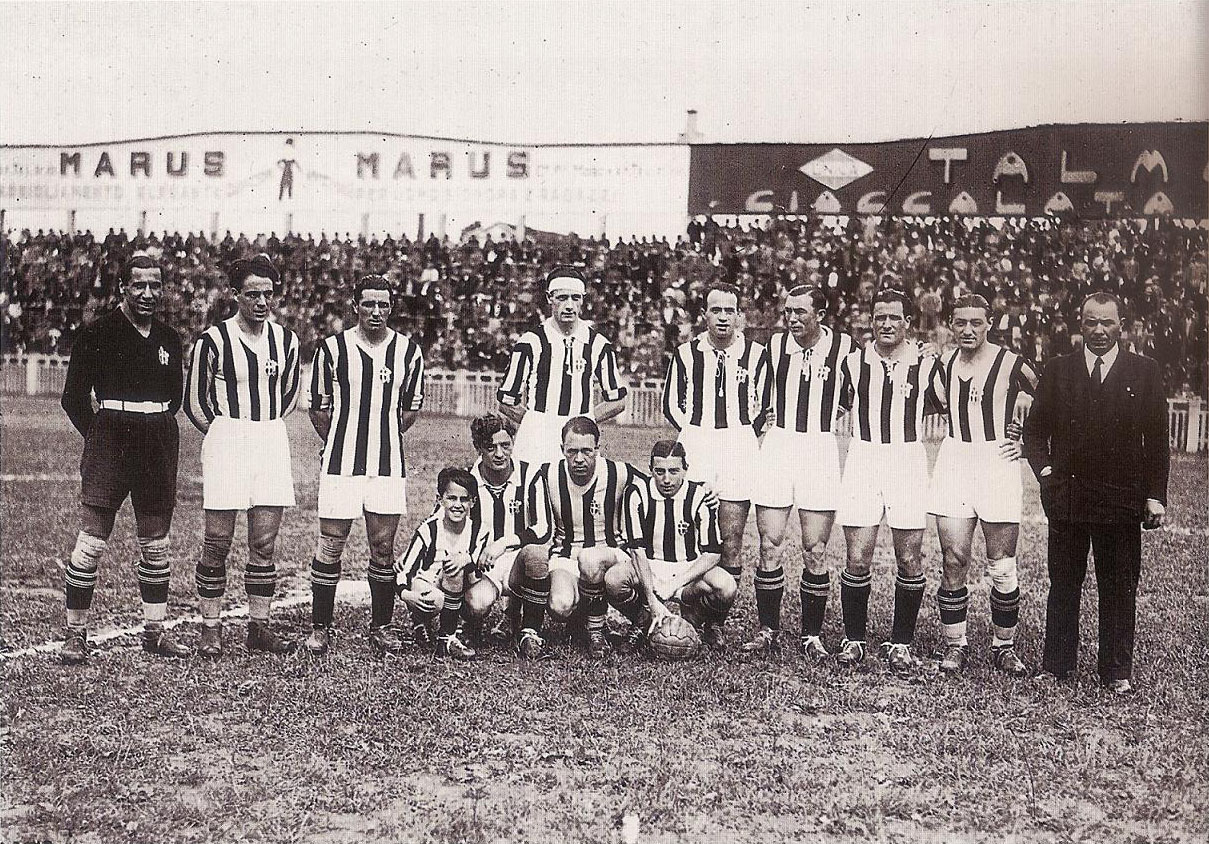
Carcano (in piedi, sulla destra) con la Juventus della stagione 1931-1932.

Il proficuo rapporto con la Juventus e la nazionale azzurra, però, si chiuse bruscamente nel dicembre di quell'anno, quando Carcano venne licenziato, ufficialmente, per «motivi personali»; in realtà, le voci di una presunta omosessualità dell'allenatore si erano fatte troppo insistenti per essere tollerate in epoca fascista: alcuni dirigenti avevano infatti denunciato al presidente Edoardo Agnelli presunte ambiguità nel trattamento che l'allenatore riservava ad alcuni tra consiglieri e giocatori, tra i quali Mario Varglien, Luis Monti e, in particolare, un giovane sudamericano. Agnelli, al termine di una riunione, optò per l'allontanamento di Carcano, sostituito dall'ex capitano bianconero Carlo Bigatto il quale traghettò la squadra verso il quinto titolo italiano consecutivo.

#### L'oblio e il secondo dopoguerra
Fino alla fine della seconda guerra mondiale, Carcano non allenò più ufficialmente: venne assunto per un periodo al Genova 1893, in Serie B, come secondo di Renzo De Vecchi e poi, nel 1941, visse un'esperienza alla Sanremese, in C. Dopo la Liberazione venne ingaggiato dall'Inter, che seguì durante il campionato 1945-1946, e sulla cui panchina si avvicendò, nelle due stagioni successive, con Giuseppe Meazza.
Concluse la carriera allenando nel finale della stagione 1948-1949 l'Atalanta, sostituendo il dimissionario Ivo Fiorentini; rivestì poi il ruolo di direttore tecnico all'Alessandria, in B, nella stagione 1949-1950 (allenatore era Bert Flatley) e alla Sanremese, nel 1952-1953 (coaudiuvò Filippo Pascucci).
Visse in Liguria fino alla morte, sopraggiunta nel 1965.

#### Carlin's Boys
A Sanremo, dove risiedeva dalla metà degli anni 30, nel 1947 lavorò con l'ex calciatore Amilcare Gilardoni e col politico Luigi Napolitano alla fondazione della Carlin's Boys, società calcistica così chiamata per il suo stesso soprannome. Tale club ha anche istituito l'omonimo torneo internazionale giovanile cittadino, e nel 2015 ha rilevato la tradizione sportiva della principale squadra cittadina, la Sanremese.

## Statistiche

### Presenze e reti nei club
| Stagione           | Squadra             | Campionato         | Campionato | Campionato |
| Stagione           | Squadra             | Comp               | Pres       | Reti       |
| ------------------ | ------------------- | ------------------ | ---------- | ---------- |
| 1912-1913          | Nazionale Lombardia | Prom.              | ?          | ?          |
| 1913-1914          | Alessandria         | 1ª Cat             | 15         | 6          |
| 1914-1915          | Alessandria         | 1ª Cat             | 13         | 1          |
| 1919-1920          | Alessandria         | 1ª Cat             | 20         | 2          |
| 1920-1921          | Alessandria         | 1ª Cat             | 15         | 1          |
| 1921-1922          | Alessandria         | 1ª Div             | 19         | 5          |
| 1922-1923          | Alessandria         | 1ª Div             | 22         | 3          |
| 1923-1924          | Alessandria         | 1ª Div             | 4          | 0          |
| Totale Alessandria | Totale Alessandria  | Totale Alessandria | 108        | 18         |
| 1925-1926          | Internaples         | 1ª Div             | 8          | 0          |

### Cronologia presenze e reti in nazionale
| Cronologia completa delle presenze e delle reti in nazionale ― Italia | Cronologia completa delle presenze e delle reti in nazionale ― Italia | Cronologia completa delle presenze e delle reti in nazionale ― Italia | Cronologia completa delle presenze e delle reti in nazionale ― Italia | Cronologia completa delle presenze e delle reti in nazionale ― Italia | Cronologia completa delle presenze e delle reti in nazionale ― Italia | Cronologia completa delle presenze e delle reti in nazionale ― Italia | Cronologia completa delle presenze e delle reti in nazionale ― Italia |
| Data                                                                  | Città                                                                 | In casa                                                               | Risultato                                                             | Ospiti                                                                | Competizione                                                          | Reti                                                                  | Note                                                                  |
| --------------------------------------------------------------------- | --------------------------------------------------------------------- | --------------------------------------------------------------------- | --------------------------------------------------------------------- | --------------------------------------------------------------------- | --------------------------------------------------------------------- | --------------------------------------------------------------------- | --------------------------------------------------------------------- |
| 31-1-1915                                                             | Torino                                                                | Italia                                                                | 3 – 1                                                                 | Svizzera                                                              | Amichevole                                                            | -                                                                     | CT: Resegotti                                                         |
| 18-1-1920                                                             | Milano                                                                | Italia                                                                | 9 – 4                                                                 | Francia                                                               | Amichevole                                                            | 1                                                                     | CT: Resegotti                                                         |
| 28-3-1920                                                             | Berna                                                                 | Svizzera                                                              | 3 – 0                                                                 | Italia                                                                | Amichevole                                                            | -                                                                     | CT: Milano                                                            |
| 20-2-1921                                                             | Marsiglia                                                             | Francia                                                               | 1 – 2                                                                 | Italia                                                                | Amichevole                                                            | -                                                                     | CT: Milano                                                            |
| 6-3-1921                                                              | Milano                                                                | Italia                                                                | 2 – 1                                                                 | Svizzera                                                              | Amichevole                                                            | -                                                                     | CT: Milano                                                            |
| Totale                                                                |                                                                       | Presenze                                                              | 5                                                                     |                                                                       | Reti                                                                  | 1                                                                     |                                                                       |

### Carriera da allenatore
| Stagione           | Squadra            | Campionato         | Campionato | Campionato | Campionato | Campionato | Coppe nazionali | Coppe nazionali | Coppe nazionali | Coppe nazionali | Coppe nazionali | Coppe continentali | Coppe continentali | Coppe continentali | Coppe continentali | Coppe continentali | Totale | Totale | Totale | Totale | Vittorie % |
| Stagione           | Squadra            | Comp               | G          | V          | N          | P          | Comp            | G               | V               | N               | P               | Comp               | G                  | V                  | N                  | P                  | G      | V      | N      | P      | %          |
| ------------------ | ------------------ | ------------------ | ---------- | ---------- | ---------- | ---------- | --------------- | --------------- | --------------- | --------------- | --------------- | ------------------ | ------------------ | ------------------ | ------------------ | ------------------ | ------ | ------ | ------ | ------ | ---------- |
| 1924-1925          | Valenzana          | 2ª Div             | 18         | 11         | 4          | 3          | –               | –               | –               | –               | –               | –                  | –                  | –                  | –                  | –                  | 18     | 11     | 4      | 3      | 61,11      |
| 1925-1926          | Internaples        | 1ª Div             | 18         | 12         | 5          | 1          | –               | –               | –               | –               | –               | –                  | –                  | –                  | –                  | –                  | 18     | 12     | 5      | 1      | 66,66      |
| 1926-1927          | Alessandria        | DN                 | 18         | 9          | 3          | 6          | CI CONI         | 1 12            | 1 8             | 0 4             | 0               | –                  | –                  | –                  | –                  | –                  | 31     | 18     | 7      | 6      | 58,06      |
| 1927-1928          | Alessandria        | DN                 | 34         | 18         | 8          | 8          | –               | –               | –               | –               | –               | –                  | –                  | –                  | –                  | –                  | 34     | 18     | 8      | 8      | 52,94      |
| 1928-1929          | Alessandria        | DN                 | 30         | 16         | 8          | 6          | –               | –               | –               | –               | –               | –                  | –                  | –                  | –                  | –                  | 30     | 16     | 8      | 6      | 53,33      |
| 1929-1930          | Alessandria        | A                  | 34         | 14         | 8          | 12         | –               | –               | –               | –               | –               | –                  | –                  | –                  | –                  | –                  | 34     | 14     | 8      | 12     | 41,17      |
| Totale Alessandria | Totale Alessandria | Totale Alessandria | 116        | 57         | 27         | 32         | –               | 13              | 9               | 4               | 0               | –                  | –                  | –                  | –                  | –                  | 129    | 66     | 31     | 32     | 51,16      |
| 1930-1931          | Juventus           | A                  | 34         | 25         | 5          | 4          | –               | –               | –               | –               | –               | CEC                | 3                  | 1                  | 0                  | 2                  | 37     | 26     | 5      | 6      | 70,27      |
| 1931-1932          | Juventus           | A                  | 34         | 24         | 6          | 4          | –               | –               | –               | –               | –               | CEC                | 4                  | 2                  | 1                  | 1                  | 38     | 26     | 7      | 5      | 68,42      |
| 1932-1933          | Juventus           | A                  | 34         | 25         | 4          | 5          | –               | –               | –               | –               | –               | CEC                | 4                  | 2                  | 1                  | 1                  | 38     | 27     | 5      | 6      | 71,05      |
| 1933-1934          | Juventus           | A                  | 34         | 23         | 7          | 4          | –               | –               | –               | –               | –               | CEC                | 6                  | 4                  | 1                  | 1                  | 40     | 27     | 8      | 5      | 67,50      |
| lug.-dic. 1934     | Juventus           | A                  | 8          | 5          | 2          | 1          | –               | –               | –               | –               | –               | –                  | –                  | –                  | –                  | –                  | 8      | 5      | 2      | 1      | 62,50      |
| Totale Juventus    | Totale Juventus    | Totale Juventus    | 144        | 102        | 24         | 18         | –               | –               | –               | –               | –               | –                  | 17                 | 9                  | 3                  | 5                  | 161    | 111    | 27     | 23     | 68,94      |
| 1941-1942          | Sanremese          | C                  | 30         | 12         | 9          | 9          | –               | –               | –               | –               | –               | –                  | –                  | –                  | –                  | –                  | 30     | 12     | 9      | 9      | 40,00      |
| 1945-1946          | Inter              | DN                 | 40         | 23         | 7          | 10         | –               | –               | –               | –               | –               | –                  | –                  | –                  | –                  | –                  | 40     | 23     | 7      | 10     | 57,50      |
| 1946-1947          | Inter              | A                  | 15         | 2          | 6          | 7          | –               | –               | –               | –               | –               | –                  | –                  | –                  | –                  | –                  | 15     | 2      | 6      | 7      | 13,33      |
| 1947-1948          | Inter              | A                  | 8          | 1          | 2          | 5          | –               | –               | –               | –               | –               | –                  | –                  | –                  | –                  | –                  | 8      | 1      | 2      | 5      | 12,50      |
| Totale Inter       | Totale Inter       | Totale Inter       | 63         | 26         | 15         | 22         | –               | –               | –               | –               | –               | –                  | –                  | –                  | –                  | –                  | 63     | 26     | 15     | 22     | 41,26      |
| 1948-1949          | Atalanta           | A                  | 10         | 5          | 3          | 2          | –               | –               | –               | –               | –               | –                  | –                  | –                  | –                  | –                  | 10     | 5      | 3      | 2      | 50,00      |

### Panchine da commissario tecnico della nazionale
| Cronologia completa delle presenze e delle reti in nazionale ― Italia | Cronologia completa delle presenze e delle reti in nazionale ― Italia | Cronologia completa delle presenze e delle reti in nazionale ― Italia | Cronologia completa delle presenze e delle reti in nazionale ― Italia | Cronologia completa delle presenze e delle reti in nazionale ― Italia | Cronologia completa delle presenze e delle reti in nazionale ― Italia | Cronologia completa delle presenze e delle reti in nazionale ― Italia | Cronologia completa delle presenze e delle reti in nazionale ― Italia |
| Data                                                                  | Città                                                                 | In casa                                                               | Risultato                                                             | Ospiti                                                                | Competizione                                                          | Reti                                                                  | Note                                                                  |
| --------------------------------------------------------------------- | --------------------------------------------------------------------- | --------------------------------------------------------------------- | --------------------------------------------------------------------- | --------------------------------------------------------------------- | --------------------------------------------------------------------- | --------------------------------------------------------------------- | --------------------------------------------------------------------- |
| 14-10-1928                                                            | Zurigo                                                                | Svizzera                                                              | 2 – 3                                                                 | Italia                                                                | Coppa Internazionale 1927-1930                                        | Rossetti II 2 Baloncieri                                              | Cap: Baloncieri                                                       |
| 11-11-1928                                                            | Roma                                                                  | Italia                                                                | 2 – 2                                                                 | Austria                                                               | Amichevole                                                            | 2 Conti                                                               | Cap: Baloncieri                                                       |
| 2-12-1928                                                             | Milano                                                                | Italia                                                                | 3 – 2                                                                 | Paesi Bassi                                                           | Amichevole                                                            | 2 Libonatti Baloncieri                                                | Cap: Baloncieri                                                       |
| 3-3-1929                                                              | Bologna                                                               | Italia                                                                | 4 – 2                                                                 | Cecoslovacchia                                                        | Coppa Internazionale 1927-1930                                        | 3 Rossetti II Libonatti                                               | Cap: Rosetta                                                          |
| 7-4-1929                                                              | Vienna                                                                | Austria                                                               | 3 – 0                                                                 | Italia                                                                | Coppa Internazionale 1927-1930                                        | -                                                                     | Cap: Caligaris                                                        |
| 28-4-1929                                                             | Torino                                                                | Italia                                                                | 1 – 2                                                                 | Germania                                                              | Amichevole                                                            | Rossetti II                                                           | Cap: Cevenini III                                                     |
| Totale                                                                |                                                                       | Presenze                                                              | 6                                                                     |                                                                       | Reti                                                                  | 13                                                                    |                                                                       |

## Palmarès

### Giocatore

#### Club
- Promozione: 1

Nazionale Lombardia: 1912-1913

### Allenatore

#### Club
- Campionato italiano: 4

Juventus: 1930-1931, 1931-1932, 1932-1933, 1933-1934
- Coppa CONI: 1

Alessandria: 1927

#### Individuale
- Inserito nella Hall of Fame del calcio italiano

2014 (riconoscimento alla memoria)